# Palimna indosinica
Palimna indosinica là một loài bọ cánh cứng trong họ Cerambycidae.